# زين الراشد المعظم شاه الأول
بادوكا سري السلطان زينل راشد المعظم شاه الأول بن السلطان أحمد تاج الدين حليم شاه الثاني (1803 - 13 مارس 1854) كان السلطان الثالث والعشرون لسلطنة قدح. كان عهده من 1845 إلى 1854.

## أسرته
- أبناؤه:
  - تونكو أحمد تاج الدين
  - تونكو بوتيري
  - تونكو يعقوب
  - تونكو يوسف
  - تونكو رحيمة
  - تونكو صوفية
  - تونكو زمزم
  - تونكو عائشة
  - تونكو ضياء الدين
  - تونكو جاهارا